# AlohAAA!
Albums de AAA
All
(2007) Around
(2007)
EPs par AAA
All/2
(2006) Choice is yours
(2008)
AlohAAA! est le 3e mini album du groupe AAA. Il est sorti sous le label Avex Trax le 21 mars 2007 au Japon. Il atteint la 39e place du classement de l'Oricon. Il se vend à 5 044 exemplaires la première semaine et reste classé 2 semaines, pour un total de 5 866 exemplaires vendus. Il sort en format CD et CD+DVD.

## Liste des titres
| 1. | Wonderful Life                                                 |                   |                   | 5:01 |
| 2. | Taiyou (太陽)                                                  | Takeshi Kawai     | Takeshi Kawai     | 4:47 |
| 3. | Hurricane Riri, Boston Mari (ハリケーン・リリ, ボストン・マリ) | Mashima Masatoshi | Mashima Masatoshi | 4:59 |
| 4. | VIRGIN F                                                       | motsu             | Gotô Toshitsugu   | 4:26 |
| 5. | Chikyuu ni Idakarete (地球に抱かれて)                          | Panta             | Satoshi Mamoru    | 4:21 |
| 6. | Shalala Kibou no Uta (Shalala キボウの歌)                      | Ira Ishida        | Naruse Hideki     | 4:07 |

| 1. | Wonderful Life  |  |
| 2. | Hawaii Off-shot |  |